# Provincia di Namentenga
La provincia di Namentenga è una delle 45 province del Burkina Faso, situata nella Regione del Centro-Nord. Il capoluogo è Boulsa.

## Struttura della provincia
La provincia di Namentenga comprende 8 dipartimenti, di cui 1 città e 7 comuni:

### Città
- Boulsa

### Comuni
- Boala
- Bouroum
- Dargo
- Nagbingou
- Tougouri
- Yalgo
- Zéguédéguin